# 兰店乡
兰店乡，是中华人民共和国辽宁省大連市庄河市下辖的一个乡镇级行政单位。

## 行政区划
兰店乡下辖以下地区：
磨石房村、鲍码村、石山村、石灰窑村、金场村、元和村、解放村和兰店农场生活区。